# Maaja Ranniku
Maaja Ranniku   (Abja-Paluoja, 1 de març de 1941 - Tallinn, 24 d'octubre de 2004) fou una escaquista estoniana que va jugar sota bandera soviètica fins al 1991. Obtingué el títol de Mestre Internacional Femení el 1964.

## Resultats destacats en competició
Ranniku fou dues vegades guanyadora del Campionat femení de la Unió Soviètica, el 1963 (després de batre Tatiana Zatulóvskaia 4-2 en el tie break) i el 1967.
Maaja Ranniku va participar també en molts Campionats Estonians, i fou campiona femenina d'Estònia deu cops (1961, 1963, 1967, 1973, 1981, 1982, 1984, 1987, 1988, i 1991).
El 1964 va jugar el torneig de Candidats femení, a Sukhumi, i hi acabà 6ena en una graella de 18 jugadores.
Els seus millors resultats en torneigs internacionals foren un primer lloc a Budapest 1969, el primer lloc a Brașov 1971, segon lloc a Vrnjačka Banja 1973, i tercer lloc al torneig zonal femení de Frunze 1978.
El 1992 va jugar amb l'equip estonià a l'Olimpíada d'escacs de 1992 a Manila, puntuant 6½ sobre 11 partides.